# 구로사카정
구로사카정(黒坂町)은 돗토리현 히노군에 있던 정이다. 현재의 히노정의 일부에 해당한다.